# Hypocaccus minor
Hypocaccus minor är en skalbaggsart som beskrevs av Rolf Martin Theodor Dahlgren 1985. Hypocaccus minor ingår i släktet Hypocaccus och familjen stumpbaggar. Inga underarter finns listade i Catalogue of Life.